# Roumanie aux Jeux olympiques d'hiver de 1988
La Roumanie participe aux Jeux olympiques d'hiver de 1988, qui ont lieu à Calgary au Canada. Ce pays, représenté par onze athlètes, prend part aux Jeux d'hiver pour la treizième fois de son histoire. Il ne remporte pas de médaille.

## Résultats

### Bobsleigh
| Bob   | Athlètes                           | Épreuve           | Manche 1 | Manche 1 | Manche 2      | Manche 2 | Manche 3      | Manche 3 | Manche 4      | Manche 4 | Total         | Total |
| Bob   | Athlètes                           | Épreuve           | Temps    | Rang     | Temps         | Rang     | Temps         | Rang     | Temps         | Rang     | Temps         | Rang  |
| ----- | ---------------------------------- | ----------------- | -------- | -------- | ------------- | -------- | ------------- | -------- | ------------- | -------- | ------------- | ----- |
| ROU-1 | Csaba Nagy Lakatos Costel Petrariu | Bob à deux hommes | 58 s 83  | 23       | 1 min 00 s 82 | 28       | 1 min 01 s 75 | 28       | 1 min 00 s 62 | 25       | 4 min 02 s 02 | 24    |
| ROU-2 | Dorin Degan Grigore Anghel         | Bob à deux hommes | 58 s 85  | 24       | 1 min 01 s 00 | 33       | 1 min 01 s 81 | 29       | 1 min 01 s 14 | 28       | 4 min 02 s 80 | 27    |

| Bob   | Athlètes                                                         | Épreuve             | Manche 1 | Manche 1 | Manche 2 | Manche 2 | Manche 3 | Manche 3 | Manche 4 | Manche 4 | Total         | Total |
| Bob   | Athlètes                                                         | Épreuve             | Temps    | Rang     | Temps    | Rang     | Temps    | Rang     | Temps    | Rang     | Temps         | Rang  |
| ----- | ---------------------------------------------------------------- | ------------------- | -------- | -------- | -------- | -------- | -------- | -------- | -------- | -------- | ------------- | ----- |
| ROU-1 | Csaba Nagy Lakatos Grigore Anghel Florin Olteanu Costel Petrariu | Bob à quatre hommes | 57 s 41  | 18       | 58 s 49  | 19       | 57 s 64  | 21       | 58 s 35  | 19       | 3 min 51 s 89 | 20    |

### Luge
Femme
| Athlète     | Manche 1 | Manche 1 | Manche 2 | Manche 2 | Manche 3 | Manche 3 | Manche 4 | Manche 4 | Total          | Total |
| Athlète     | Temps    | Rang     | Temps    | Rang     | Temps    | Rang     | Temps    | Rang     | Temps          | Rang  |
| ----------- | -------- | -------- | -------- | -------- | -------- | -------- | -------- | -------- | -------------- | ----- |
| Livia Pelin | 47 s 204 | 17       | 47 s 541 | 17       | 47 s 601 | 16       | 47 s 305 | 17       | 3 min 09 s 651 | 17    |

### Ski alpin
Femme
| Athlète      | Épreuve      | Manche 1        | Manche 2        | Total           | Total           |
| Athlète      | Épreuve      | Temps           | Temps           | Temps           | Rang            |
| ------------ | ------------ | --------------- | --------------- | --------------- | --------------- |
| Mihaela Fera | Descente     |                 |                 | N'a pas terminé | N'a pas terminé |
| Mihaela Fera | Super-G      |                 |                 | 1 min 25 s 55   | 34              |
| Mihaela Fera | Slalom géant | N'a pas terminé | N'a pas terminé | N'a pas terminé | N'a pas terminé |
| Mihaela Fera | Slalom       | 58 s 35         | N'a pas terminé | N'a pas terminé | N'a pas terminé |

Combiné
| Athlète      | Descente      | Slalom  | Slalom  | Total  | Total |
| Athlète      | Temps         | Temps 1 | Temps 2 | Points | Rang  |
| ------------ | ------------- | ------- | ------- | ------ | ----- |
| Mihaela Fera | 1 min 19 s 82 | 45 s 17 | 46 s 37 | 141,75 | 21    |

### Ski de fond
Femmes
| Épreuve | Athlète               | Course            | Course          |
| Épreuve | Athlète               | Temps             | Rang            |
| ------- | --------------------- | ----------------- | --------------- |
| 5 km    | Ileana Hangan-Ianoşiu | N'a pas terminé   | N'a pas terminé |
| 5 km    | Mihaela Cârstoi       | 18 min 21 s 6     | 51              |
| 10 km   | Adina Ţuţulan-Şotropa | 35 min 31 s 1     | 47              |
| 10 km   | Rodica Drăguş         | 33 min 51 s 4     | 39              |
| 20 km   | Mihaela Cârstoi       | 1 h 06 min 59 s 5 | 48              |
| 20 km   | Adina Ţuţulan-Şotropa | 1 h 05 min 48 s 6 | 46              |
| 20 km   | Rodica Drăguş         | 1 h 03 min 06 s 0 | 39              |

Relais 4 × 5 km femmes
| Athlètes                                                                  | Course            | Course |
| Athlètes                                                                  | Temps             | Rang   |
| ------------------------------------------------------------------------- | ----------------- | ------ |
| Ileana Hangan-Ianoşiu Mihaela Cârstoi Adina Ţuţulan-Şotropa Rodica Drăguş | 1 h 10 min 59 s 9 | 12     |